# Eunidia lizleri
Eunidia lizleri är en skalbaggsart som beskrevs av Teocchi och Henri L. Sudre 2002. Eunidia lizleri ingår i släktet Eunidia och familjen långhorningar. Inga underarter finns listade i Catalogue of Life.